# Estadi Mustapha Tchaker
L'Estadi Mustapha Tchaker (àrab: ملعب مصطفى تشاكر, Malʿab Muṣṭafà Txākir) és un estadi de futbol de la ciutat de Blida, Algèria. Té capacitat per a 37.000 espectadors i és usat principalment per a la pràctica del futbol.